# Rosen (musiksingel)

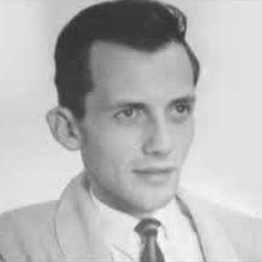
Arne Qvick, 1969

Rosen är en sång med text och musik skriven av Erik-Ingvar '"Beman'" Bergman och ursprungligen framfört av Arne Qvick år 1963.
Sången fick sitt genombrott först 1969 då den nådde första plats på Kvällstoppen, en andra plats på Svensktoppen och även belönades med en Guldskiva (då 100 000 sålda exemplar).

## Historia
Låten, där texten framförs delvis i tal och delvis i sång, finns både som Vinylskiva och som CD-skiva.
Första inspelning av '"Rosen'" på singel-skiva gjordes 9 juli 1963 på skivbolaget Casino (nr C 900) med låten "Drömmar" som B-låt/baksidelåt. Skivan rönte bara liten uppmärksamhet men blev populär i vissa kretsar, däribland studenter vid bl a Gästrike-Hälsinge nation vid Uppsala universitet.
En nyinspelning på singelskiva gjordes 1966 på skivbolaget Karusell (nr KFF 696) med Marcus Österdahls Orkester, här blev låten "Vid den gamla grinden" B-låt. Denna inspelning uppmärksammades landet runt.
Den 30 november 1969 hamnade "Rosen" direkt på en tredje plats på Svensktoppen och den 2 december nådde "Rosen" första plats på försäljningslistan Kvällstoppen, och under året belönades låten även med en Guldskiva (då 100 000 sålda exemplar).
Låten låg på Kvällstoppen i 9 veckor mellan november 1969-januari 1970 med en första plats i 5 veckor och på Svensktoppen i 5 veckor mellan november 1969-januari 1970 med en andra plats som högsta placering.
1970 framfördes låten i Sveriges Television när Arne Qvick gästade Hylands hörna den 31 januari. Senare under 1970 släpptes låten även på LP-skiva med samma namn av skivbolaget Karusell (nr 2470 005).
1985 släppte humorgruppen Kesselofski och Fiske en coverversion "The Rose" av låten på engelska.
1993 släpptes "Rosen" på nytt på CD-skiva av skivbolaget Start Klart Records (nr SKRCDS-231). B-låten är ”Är du ensam ikväll” som är en cover-låt av Are You Lonesome Tonight? med svensk text av Lennart Reuterskiöld.
2007 framfördes låten åter i tv när Arne Qvick gästade Allsång på Skansen den 31 juli.